# گائل بیگیریمانا
گائل بیگیریمانا (انگلیسی: Gaël Bigirimana؛ زاده ۲۲ اکتبر ۱۹۹۳) یک بازیکن فوتبال اهل بوروندی است.